# Fataluku
Le fataluku est une langue papoue parlée au Timor oriental, dans l'est du pays.

## Classification
Le fataluku fait partie des langues timor-alor-pantar. La langue connaît une importante diversité dialectale, encore mal étudiée.

## Phonologie
Les consonnes et les voyelles du fataluku sont :

### Voyelles
|         | Antérieure | Centrale | Postérieure |
| ------- | ---------- | -------- | ----------- |
| Fermée  | i [i]      |          | u [u]       |
| Moyenne | e [e]      |          | o [o]       |
| Ouverte |            | a [a]    |             |

### Consonnes
Les occlusives sonores n'apparaissent que dans les emprunts.
|              |              | Bilabiales | Labio-dent. | Dentales | Dorsales | Dorsales | Glottales |
| ------------ | ------------ | ---------- | ----------- | -------- | -------- | -------- | --------- |
| Palatales    | Vélaires     | Bilabiales | Labio-dent. | Dentales |          |          | Glottales |
| Occlusives   | Sourde       | p [p]      |             | t [t]    |          | k [k]    | ʔ [ʔ]     |
| Occlusives   | Sonore       | b [b]      |             | d [d]    |          | g [g]    |           |
| Fricative    | Sourde       |            | f [f]       | s [s]    |          |          | h [h]     |
| Fricative    | Sonore       |            | v [v]       | z [z]    |          |          |           |
| Affriquée    | Affriquée    |            |             | ts [t͡s]  |          |          |           |
| Nasale       | Nasale       | m [m]      |             | n [n]    |          |          |           |
| Latérale     | Latérale     |            |             | l [l]    |          |          |           |
| Roulée       | Roulée       |            |             | r [r]    |          |          |           |
| Semi-voyelle | Semi-voyelle |            |             |          | y [ j]   |          |           |

## Sources
- (en) Tyler Heston, 2014, The Nature and Underlying Representations of Long Vowels and Diphtongs in Fataluku, Oceanic Linguistics, pp. 467-479.